# Struhařov (okres Praha-východ)
Struhařov (německy Struharschow) je obec v okrese Praha-východ ve Středočeském kraji. Leží asi 31 kilometrů jihovýchodně od centra Prahy a devět kilometrů jihovýchodně od města Říčany. Žije zde přibližně 1 000 obyvatel.

## Historie
První písemná zmínka o vesnici pochází z roku 1397.

## Obyvatelstvo
| Rok            | 1869 | 1880 | 1890 | 1900 | 1910 | 1921 | 1930 | 1950 | 1961 | 1970 | 1980 | 1991 | 2001 | 2011 | 2021  |
| -------------- | ---- | ---- | ---- | ---- | ---- | ---- | ---- | ---- | ---- | ---- | ---- | ---- | ---- | ---- | ----- |
| Počet obyvatel | 354  | 383  | 404  | 385  | 400  | 375  | 428  | 485  | 535  | 513  | 473  | 461  | 513  | 675  | 1 003 |
| Počet domů     | 56   | 64   | 68   | 72   | 77   | 76   | 99   | 184  | 160  | 149  | 148  | 196  | 211  | 254  | 359   |

## Obecní správa

### Územněsprávní začlenění
Dějiny územněsprávního začleňování zahrnují období od roku 1850 do současnosti. V chronologickém přehledu je uvedena územně administrativní příslušnost obce v roce, kdy ke změně došlo:
- 1850 země česká, kraj Praha, politický okres Kostelec nad Černými lesy, soudní okres Kostelec nad Černými lesy[7]
- 1855 země česká, kraj Praha, soudní okres Kostelec nad Černými lesy[7]
- 1868 země česká, politický okres Český Brod, soudní okres Kostelec nad Černými lesy[7]
- 1898 země česká, politický okres Český Brod, soudní okres Kostelec nad Černými lesy[8]
- 1921 země česká, politický okres Český Brod, soudní okres Kostelec nad Černými lesy[9]
- 1925 země česká, politický okres Český Brod, soudní okres Kostelec nad Černými lesy[10]
- 1939 země česká, Oberlandrat Praha, politický okres Český Brod, soudní okres Kostelec nad Černými lesy[11]
- 1942 země česká, Oberlandrat Praha, politický okres Český Brod, soudní okres Kostelec nad Černými lesy[12]
- 1945 země česká, správní okres Český Brod, soudní okres Kostelec nad Černými lesy[13]
- 1949 Pražský kraj, okres Říčany[14]
- 1960 Středočeský kraj, okres Praha-východ[15]

### Obecní symboly
Znak a vlajka byly obci uděleny rozhodnutím předsedy Poslanecké sněmovny Parlamentu České republiky dne 30. listopadu 2007.

## Doprava
Obcí vede silnice II/113 Český Brod – Struhařov – Vlašim. V obci začíná silnice II/508 Struhařov–Mirošovice. Železniční trať ani stanice na území obce nejsou. V roce 2022 do obce vedla linka číslo 383 z Praha 4, Háje – Říčany – Tehovec – Svojetice – Struhařov – Třemblat – Ondřejov – Chocerady  a linka 489 z Mukařov – Klokočná – Mnichovice, Všestary – Strančice. V obci jsou celkem tři autobusové zastávky (Struhařov U hřiště , Struhařov Habr, Struhařov, dopravce ARRIVA PRAHA).

## Pamětihodnosti
- Roubená sýpka a stodola

## Další fotografie

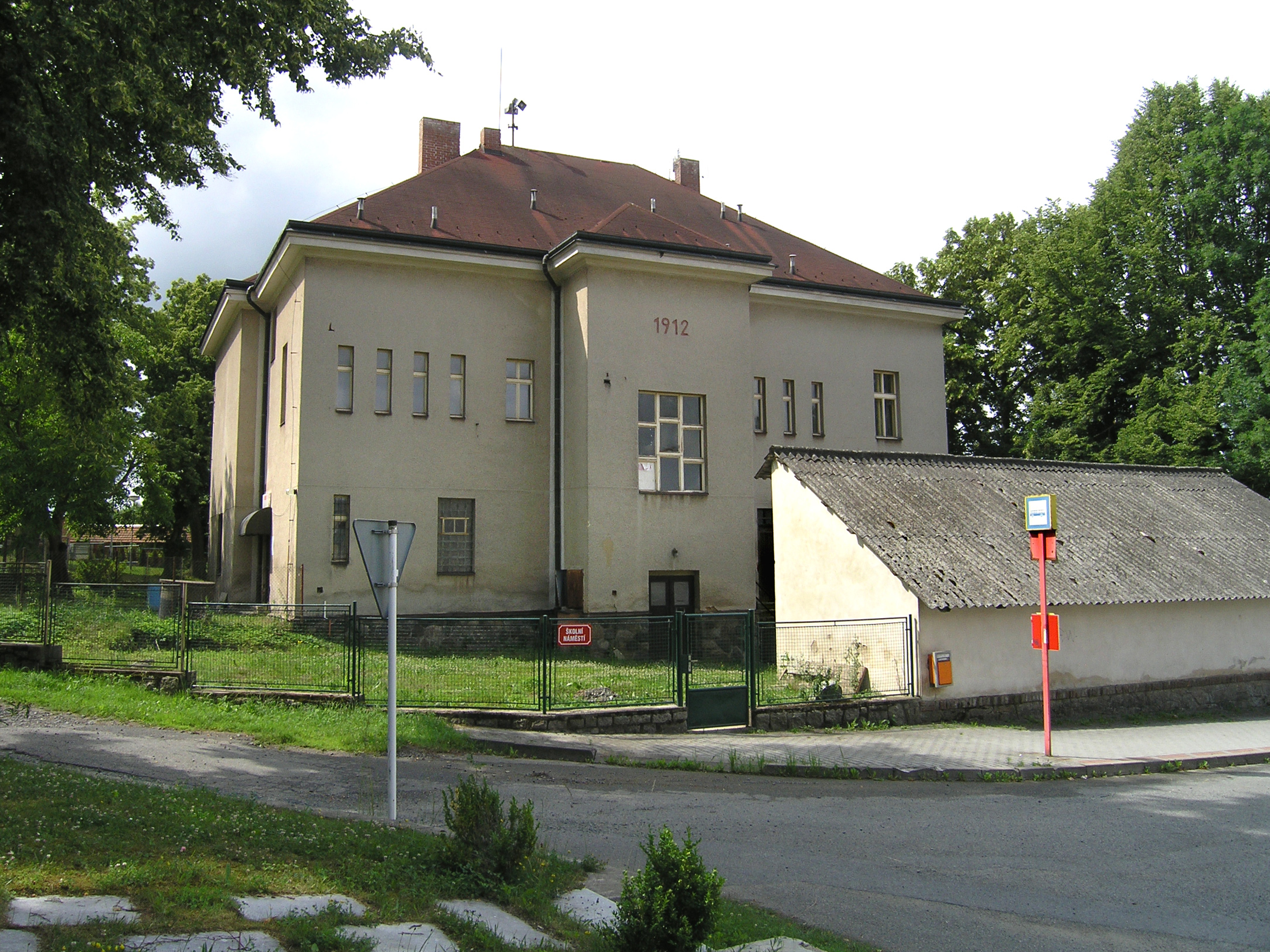
Základní škola
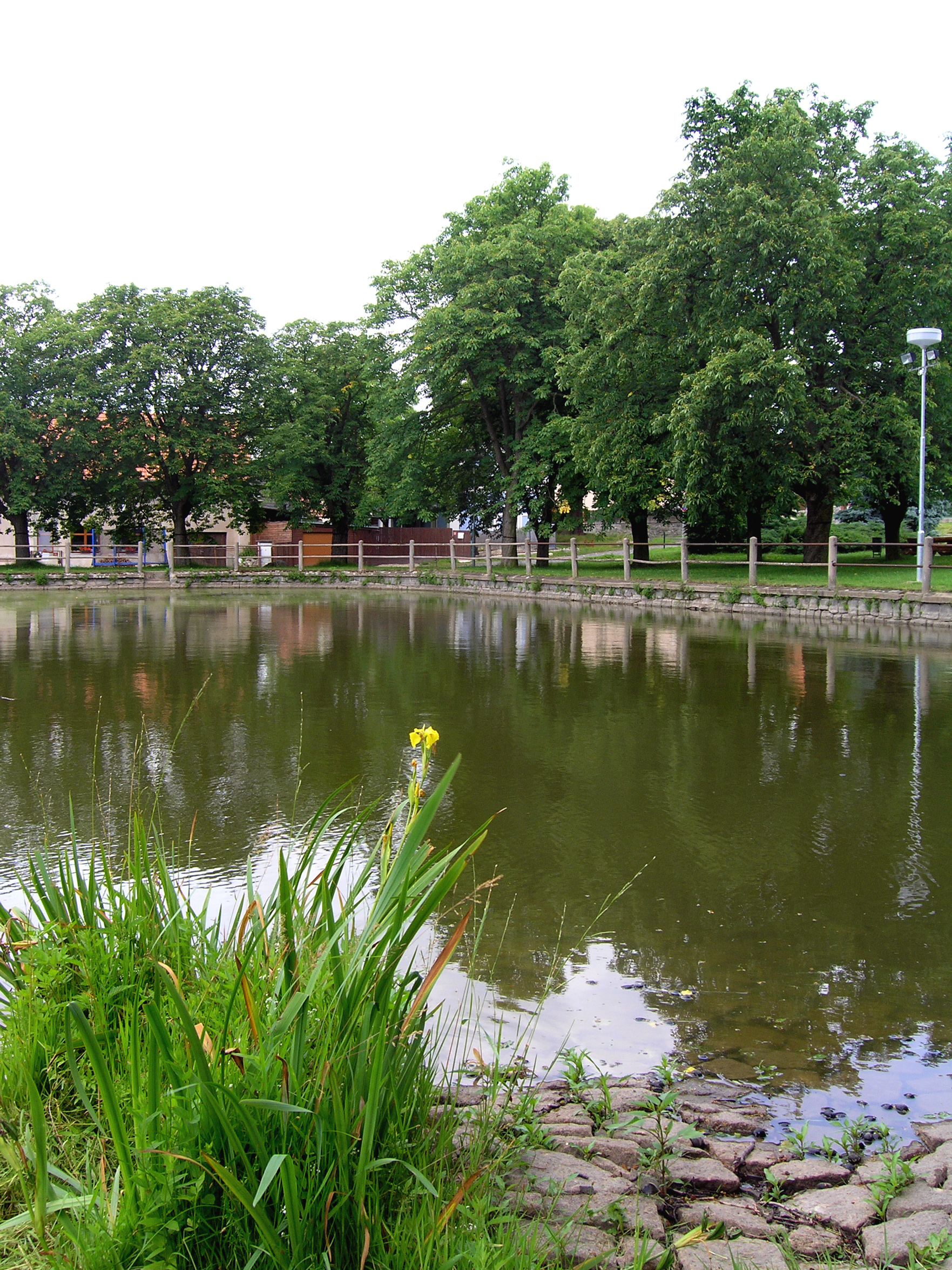
Rybník u návsi
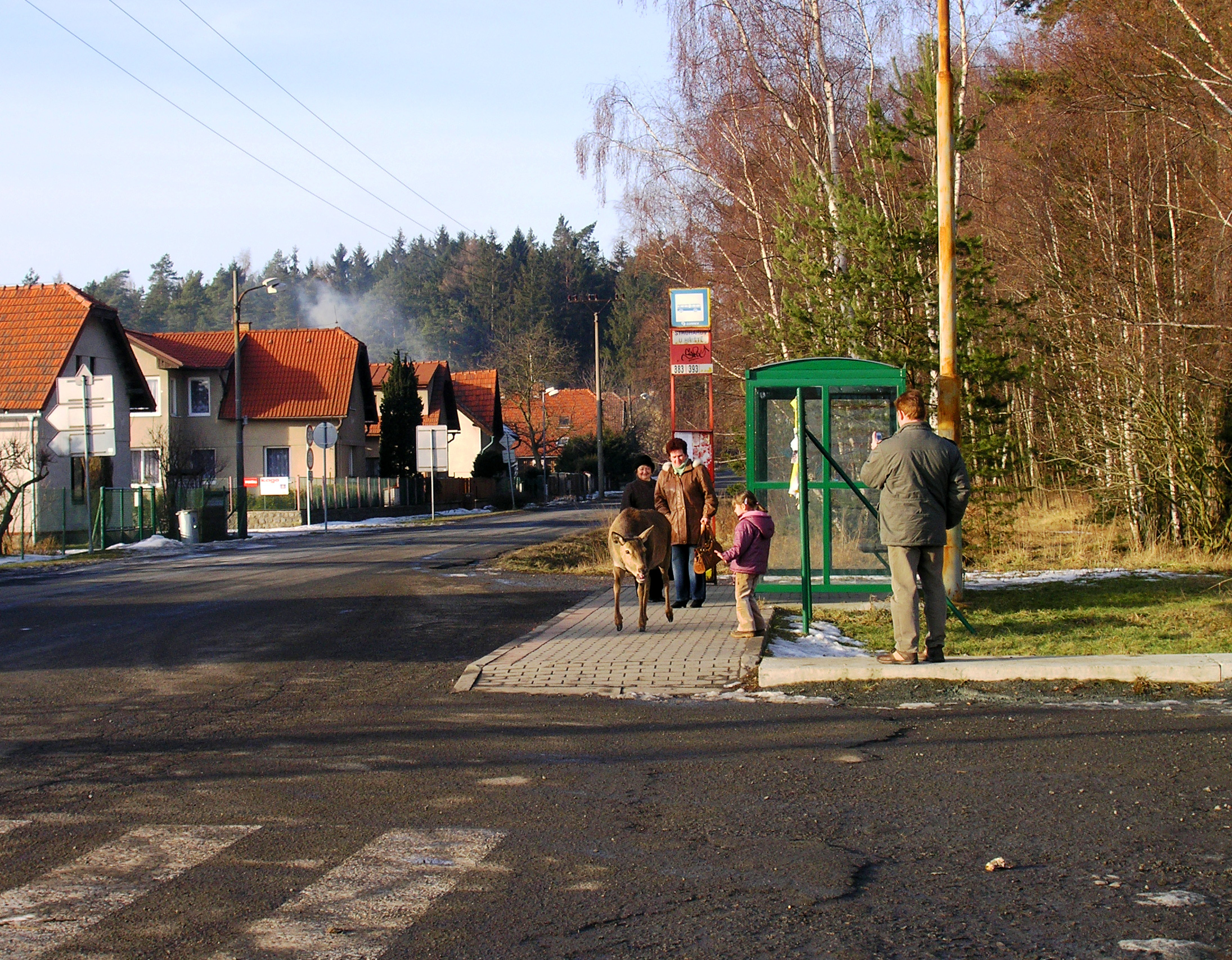
Silnice II/113 v horní části Struhařova
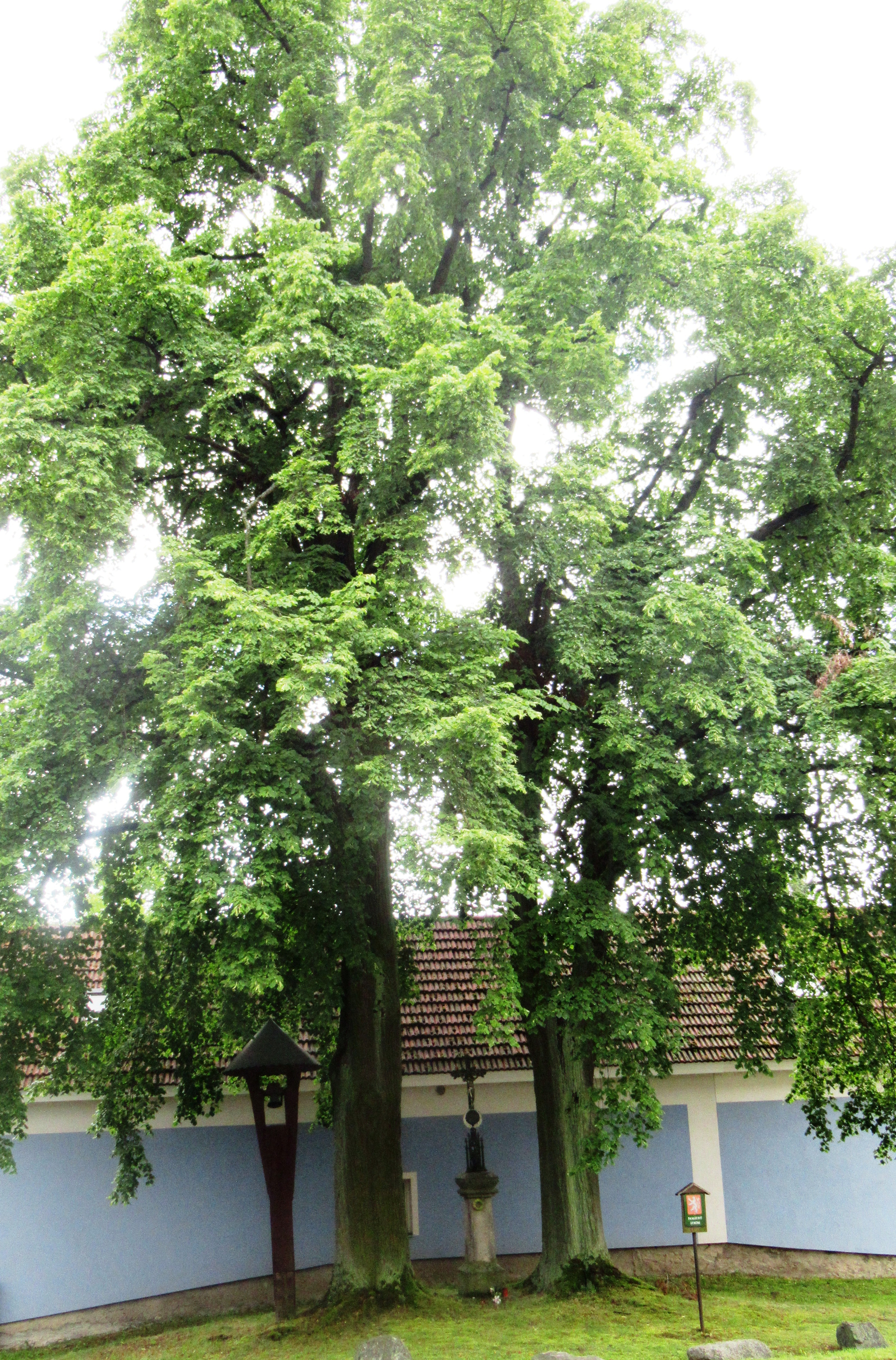
Památné lípy u zvoničky